# What Thou Wilt
What Thou Wilt je album amerického hudebníka Johna Zorna. Album vyšlo v říjnu 2010 u Tzadik Records. Skladby Zorn napsal v roce 1999, vydání se dočkaly až v roce 2010.

## Seznam skladeb
| Pořadí | Název                                          | Délka |
| ------ | ---------------------------------------------- | ----- |
| 1.     | Contes De Fées                                 | 13:17 |
| 2.     | (fay çe que vouldras)                          | 22:53 |
| 3.     | 777 (nothing is true, everything is permitted) | 6:10  |

## Sestava
- Ryan McAdams – dirigent
- Stephanie Nussbaum – housle
- Stephen Drury – piáno
- Erik Friedlander – violoncello
- Fred Sherry – violoncello
- Mike Nicolas – violoncello

### The Tanglewood Music Center Orchestra
- Karin Andreasen – první housle
- Leah Arsenault – flétna
- Sarah Bass – viola
- Joseph Becker – perkuse
- Brent Besner – klarinet
- Zachary Boeding – hoboj
- Evan Buttemer – viola
- Rosanna Butterfield – violoncello
- Shawn Conley – basa
- Allison Cook – basa
- Andrew Cuneo – fagot
- Michael Dahlberg – violoncello
- F. Ladrón de Guevara – první housle
- Rui Du – druhé housle
- Alexandra Early – první housle
- John Elliott – tuba
- Amy Galluzzo – druhé housle
- Chen-Erh Ho – viola
- David Hughes – piáno
- Julia Hunter – první housle
- Oya Kazuki – perkuse
- Kathryn Kilian – druhé housle
- Anna Lindvall – pozoun
- Te-Chiang Liu – první housle
- Mary Lynch – hoboj
- Joseph Maile – první housle
- Derek Mosloff – viola
- Tim Riley – rohy
- Laura Scalzo – druhé housle
- Derek Stults – perkuse
- Meryl Summers – fagot
- Charles Tyler – violoncello
- Tema Watstein – druhé housle
- Ryan Yuré – klarinet
- Heather Zinninger – flétna